# (211) Изольда
(211) Изольда (лат. Isolda) — крупный астероид главного пояса, принадлежащий к астероидам спектрального класса C, породы которых имеют повышенное содержание углерода. Поэтому Изольда имеет очень маленькое альбедо — она отражает лишь 6 % падающего на него света. 

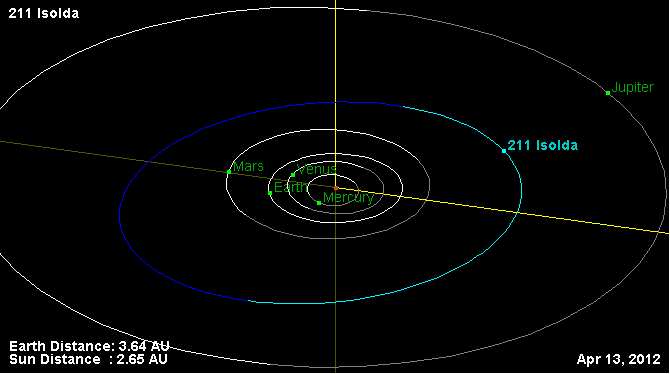
Орбита астероида Изольда и его положение в Солнечной системе

Он был открыт 10 декабря 1879 года австрийским астрономом Иоганном Пализой в обсерватории города Пула, Хорватия и назван в честь героини рыцарского романа XII века «Тристан и Изольда».